# Kosárlabda a 2014. évi nyári ifjúsági olimpiai játékokon
A 2014. évi nyári ifjúsági olimpiai játékokon a kosárlabda versenyszámait Nankingban a Wutaishan Sports Centerben rendezték augusztus 18. és 26. között
A fiúknál egy kosárlabdatornát és zsákolóversenyt, a lányoknál egy kosárlabdatornát és egy szétdobásversenyt rendeztek.

## Naptár
Az időpontok helyi idő szerint (UTC+8) értendők.
| Dátum         | Időpont | Versenyszám                                                                 |
| ------------- | ------- | --------------------------------------------------------------------------- |
| Augusztus 18. | 17:00   | Fiú, csoportkör Lány csoportkör                                             |
| Augusztus 19. | 17:00   | Fiú, csoportkör Lány csoportkör                                             |
| Augusztus 20. | 17:00   | Fiú, csoportkör Lány csoportkör                                             |
| Augusztus 21. | 19:30   | Fiú, zsákolás Lány, szétlövés                                               |
| Augusztus 22. | 17:00   | Fiú, csoportkör Lány csoportkör                                             |
| Augusztus 23. | 17:00   | Fiú, csoportkör Lány csoportkör                                             |
| Augusztus 24. | 17:00   | Fiú, csoportkör Lány csoportkör                                             |
| Augusztus 25. | 17:00   | Fiú, nyolcaddöntők Lány, nyolcaddöntők Fiú, negyeddöntők Lány, negyeddöntők |
| Augusztus 26. | 17:30   | Fiú, elődöntők Lány elődöntők Fiú, helyosztók Lány, helyosztók              |

## Éremtáblázat
(A táblázatokban a rendező ország eltérő háttérszínnel, az egyes számoszlopok legmagasabb értéke vastagítással kiemelve.)
| A 2014. évi nyári ifjúsági olimpiai játékok éremtáblázata kosárlabdában | A 2014. évi nyári ifjúsági olimpiai játékok éremtáblázata kosárlabdában | A 2014. évi nyári ifjúsági olimpiai játékok éremtáblázata kosárlabdában | A 2014. évi nyári ifjúsági olimpiai játékok éremtáblázata kosárlabdában | A 2014. évi nyári ifjúsági olimpiai játékok éremtáblázata kosárlabdában | Olimpia  |
| ----------------------------------------------------------------------- | ----------------------------------------------------------------------- | ----------------------------------------------------------------------- | ----------------------------------------------------------------------- | ----------------------------------------------------------------------- | -------- |
|                                                                         | Ország                                                                  | Arany                                                                   | Ezüst                                                                   | Bronz                                                                   | Összesen |
| 1.                                                                      | Franciaország (FRA)                                                     | 1                                                                       | 1                                                                       | 0                                                                       | 2        |
| 2.                                                                      | Egyesült Államok (USA)                                                  | 1                                                                       | 0                                                                       | 1                                                                       | 2        |
| 2.                                                                      | Spanyolország (ESP)                                                     | 1                                                                       | 0                                                                       | 1                                                                       | 2        |
| 4.                                                                      | Litvánia (LTU)                                                          | 1                                                                       | 0                                                                       | 0                                                                       | 1        |
|                                                                         |                                                                         |                                                                         |                                                                         |                                                                         |          |
| 5.                                                                      | Szlovénia (SLO)                                                         | 0                                                                       | 2                                                                       | 0                                                                       | 2        |
| 6.                                                                      | Szlovénia (SLO)                                                         | 0                                                                       | 1                                                                       | 0                                                                       | 1        |
|                                                                         |                                                                         |                                                                         |                                                                         |                                                                         |          |
| 7.                                                                      | Argentína (ARG)                                                         | 0                                                                       | 0                                                                       | 1                                                                       | 1        |
| 7.                                                                      | Kína (CHN)                                                              | 0                                                                       | 0                                                                       | 1                                                                       | 1        |
|                                                                         |                                                                         |                                                                         |                                                                         |                                                                         |          |
| Összesen                                                                | Összesen                                                                | 4                                                                       | 4                                                                       | 4                                                                       | 12       |

## Érmesek

### Fiú
| A 2014. évi nyári ifjúsági olimpiai játékok érmesei fiú kosárlabdában |                                                                                      |                                                                                           |                                                                                           |
| Versenyszám                                                           | Arany                                                                                | Ezüst                                                                                     | Bronz                                                                                     |
| Fiú torna                                                             | Litvánia (LTU) · Justas Vazalis · Kristupas Zemaitis · Jonas Leksas · Martynas Sajus | Franciaország (FRA) · Elie Fedensieu · Teddy Cheremond · Karim Mouliom · Lucas Dussoulier | Argentína (ARG) · Juan Pablo Lugrin · Jose Vildoza · Rodrigo Eloy Gerhardt · Michel Divoy |
| Zsákolás                                                              | Karim Mouliom · Franciaország (FRA)                                                  | Ziga Lah · Szlovénia (SLO)                                                                | Fu Lei · Kína (CHN)                                                                       |

### Lány
| A 2014. évi nyári ifjúsági olimpiai játékok érmesei lány kosárlabdában | |                                                                                  | |
| Versenyszám                                                            | Arany                                                                                               | Ezüst                                                                            | Bronz |
| Lány torna                                                             | Egyesült Államok (USA) · Arike Ogunbowale · Napheesa Collier · Katie Lou Samuelson · Dejanae Boykin | Hollandia (NED) · Fleur Kuijt · Janis Ndiba · Esther Fokke · Charlotte van Kleef | Spanyolország (ESP) · Laia Flores Costa · Helena Orts I Martinez · Ana Begona Calvo Diaz · Lucia Togores Carpintero |
| Szétdobás                                                              | Lucia Togores Carpintero · Spanyolország (ESP)                                                      | Ela Micunovic · Szlovénia (SLO)                                                  | Katie Lou Samuelson · Egyesült Államok (USA)                                                                        |